# Briaroaks (Teksas)
Briaroaks je grad u američkoj saveznoj državi Teksas. Prema popisu stanovništva iz 2010. u njemu je živjelo 492 stanovnika.